# HMS M1
HMS M1 – brytyjski duży okręt podwodny z końcowego okresu I wojny światowej, należący do typu M, zaprojektowanego specjalnie do przenoszenia silnego uzbrojenia artyleryjskiego. Wszedł do służby zbyt późno, by wziąć udział w działaniach wojennych. Zatonął wraz z całą załogą w 1925 roku po kolizji ze szwedzkim frachtowcem SS „Vidar”.

## Historia
W początkowym okresie I wojny światowej w brytyjskiej Admiralicji powstawały różne koncepcje prowadzenia działań przez okręty podwodne. Jedną z nich, wysuniętą i promowaną przez Pierwszego Lorda Morskiego, admirała Johna Fishera, było uzbrojenie jednostek oceanicznych w działo okrętowe dużego kalibru, które miało być skuteczniejsze i tańsze w zwalczaniu nieprzyjacielskiej żeglugi. Już po odejściu lorda Fishera z zajmowanego stanowiska powstał projekt takiego okrętu i, po uzyskaniu akceptacji Royal Navy, został skierowany do realizacji. Dwie pierwsze z czterech zamówionych jednostek miała zbudować stocznia koncernu Vickersa w Barrow-in-Furness.
Stępkę pod przyszły HMS M1 położono w lipcu 1916 roku, wodowanie odbyło się 9 lipca 1917 roku, zaś po pomyślnie zakończonych próbach morskich i strzelaniach z działa kalibru 305 mm (największego kiedykolwiek zainstalowanego na okręcie podwodnym), podwodny monitor wszedł do służby 17 kwietnia 1918 roku. Został skierowany na Maltę, gdzie spodziewano się znaleźć warunki do wykorzystania go w kończącej się wojnie. Jednak pomiędzy sierpniem a listopadem 1918 roku okręt nie został użyty w akcji. Po zawieszeniu broni pozostał na Morzu Śródziemnym, zawijając do wielu tamtejszych portów, przez pewien okres pływał również po Morzu Czarnym, co związane było z toczącą się w Rosji wojną domową.
Po powrocie do Wielkiej Brytanii M1 przeszedł konieczny remont i został odstawiony do rezerwy. Przywrócony do linii w maju 1921 roku, wszedł w skład Floty Atlantyckiej. W 1923 roku, razem z bliźniaczym HMS M2 odbył rejs do portów Skandynawii i Morza Bałtyckiego. W pierwszych dniach listopada 1925 roku, działając w składzie 5. Flotylli Okrętów Podwodnych Floty Atlantyckiej, wziął udział w ćwiczeniach w rejonie Plymouth. 12 listopada, w złych warunkach pogodowych, doszło do kolizji M1 ze szwedzkim frachtowcem SS „Vidar”, po której okręt podwodny zatonął wraz z całą, liczącą 69 osób, załogą. Dowódca parowca nie zorientował się w sytuacji, co uniemożliwiło podjęcie jakiejkolwiek akcji ratowniczej, zaś przyczynę utraty okrętu poznano dopiero pięć dni później. Wrak M1 odnaleziono dopiero w 1999 roku, na głębokości 81 metrów. Jest on chroniony przez Protection of Military Remains Act.